# Дискографія The Cure
Дискографія The Cure, англійського рок-гурту, складається з тринадцяти студійних альбомів, п'ятьох концертних альбомів, десятьох збірок, десятьох міні-альбомів і тридцяти семи синглів на лейблах Fiction Records і Geffen Records. Вони також випустили десять альбомів та сорок три музичних відео.
Спочатку сформований під назвою Malice в січні 1976 року, гурт зазнав кілька змін у складі та змінив назву на Easy Cure, перш ніж зупинитися на теперішній назві «The Cure» в травні 1978 року. Оригінальний склад The Cure складався з Роберта Сміта (вокал, гітара), Лоуренса «Лола» Толхерста (барабани) та Майкла Демпсі (бас-гітара). Протягом історії існування гурту він зазнав багатьох змін в складі; Сміт залишається єдиним оригінальним учасником. Склад гурту з їх останнім альбомом 4:13 Dream (2008): Сміт, Порл Томпсон (гітара), Саймон Геллап (бас-гітара) і Джейсон Купер (ударні).
Дебютний альбом The Cure Three Imaginary Boys (1979), досяг 44 позиції в UK Albums Chart.  Наступні два альбоми, Seventeen Seconds (1980) і Faith (1981), були хітами Топ 20 у Великій Британії, досягнувши   20 і 14 позиції відповідно. Між 1982 і 1996 роками, The Cure випустили сім студійних альбомів, всі з яких потрапили в Топ 10 у Великій Британії. Найбільш успішним з них був Wish (1992), який посів 1 місце у Великій Британії і 2 місце в американському Billboard 200. Останні три студійні альбоми: Bloodflowers (2000), The Cure (2004) і 4:13 Dream (2008) мали змішаний успіх, досягнувши 14, 8 і 3 позиції у Великій Британії, відповідно. В 2014 році гурт планує випустити альбом 4:14 Scream, що містить 14 невиданих пісень, записаних для попереднього альбому, разом з 4:26 Dream, подвійним альбомом всіх невиданих пісень цих сесій.

## Студійні альбоми
| Рік  | Альбом                                                                     | Найвищі позиції в чартах | Найвищі позиції в чартах | Найвищі позиції в чартах | Найвищі позиції в чартах | Найвищі позиції в чартах | Найвищі позиції в чартах | Найвищі позиції в чартах | Найвищі позиції в чартах | Найвищі позиції в чартах | Найвищі позиції в чартах | Найвищі позиції в чартах | Найвищі позиції в чартах | Найвищі позиції в чартах | Найвищі позиції в чартах | Найвищі позиції в чартах | Найвищі позиції в чартах | Найвищі позиції в чартах | Сертифікації                                                                                         |
| Рік  | Альбом                                                                     | AU                       | AT                       | BE                       | CA                       | CH                       | DE                       | EU                       | FI                       | FR                       | IT                       | JP                       | NL                       | NZ                       | NO                       | SE                       | UK                       | US                       | Сертифікації                                                                                         |
| ---- | -------------------------------------------------------------------------- | ------------------------ | ------------------------ | ------------------------ | ------------------------ | ------------------------ | ------------------------ | ------------------------ | ------------------------ | ------------------------ | ------------------------ | ------------------------ | ------------------------ | ------------------------ | ------------------------ | ------------------------ | ------------------------ | ------------------------ | --- |
| 1979 | Three Imaginary Boys - Реліз: 11 травня - Лейбл: Fiction                   | —                        | —                        | —                        | —                        | —                        | —                        | —                        | —                        | 140                      | —                        | —                        | —                        | 37                       | —                        | —                        | 44                       | —                        | |
| 1980 | Seventeen Seconds - Реліз: 18 квітня - Лейбл: Fiction                      | 39                       | —                        | 78                       | —                        | —                        | —                        | —                        | —                        | 80                       | —                        | —                        | 15                       | 9                        | —                        | —                        | 20                       | —                        | Список - : Золотий                                                                                   |
| 1981 | Faith - Реліз: 10 квітня - Лейбл: Fiction                                  | 38                       | —                        | 9                        | —                        | —                        | —                        | —                        | —                        | 5                        | —                        | —                        | 9                        | 1                        | —                        | 38                       | 14                       | —                        | Список - : Золотий - : Срібний                                                                       |
| 1982 | Pornography - Реліз: 3 травня - Лейбл: Fiction                             | 39                       | —                        | 7                        | —                        | —                        | —                        | —                        | —                        | 81                       | 89                       | —                        | 17                       | 9                        | —                        | 45                       | 8                        | —                        | |
| 1984 | The Top - Реліз: 30 квітня - Лейбл: Fiction                                | 55                       | —                        | —                        | —                        | —                        | 44                       | —                        | —                        | 18                       | —                        | —                        | 12                       | 23                       | —                        | 31                       | 10                       | 180                      | Список - : Срібний                                                                                   |
| 1985 | The Head on the Door - Реліз: 26 серпня - Лейбл: Fiction                   | 6                        | —                        | 5                        | 53                       | 14                       | 15                       | —                        | —                        | 6                        | 18                       | 83                       | 3                        | 11                       | —                        | 24                       | 7                        | 59                       | Список - : Золотий - : Золотий - : Золотий - : Золотий                                               |
| 1987 | Kiss Me, Kiss Me, Kiss Me - Реліз: 25 травня - Лейбл: Fiction              | 9                        | 4                        | 1                        | 30                       | 3                        | 4                        | —                        | 25                       | 2                        | 13                       | 70                       | 3                        | 14                       | —                        | 13                       | 6                        | 35                       | Список - : Золотий - : Золотий - : Платиновий                                                        |
| 1989 | Disintegration - Реліз: 1 травня - Лейбл: Fiction                          | 9                        | 5                        | 3                        | 22                       | 4                        | 2                        | —                        | 16                       | 3                        | 7                        | 94                       | 3                        | 6                        | 7                        | 10                       | 3                        | 12                       | Список - : Золотий - : Золотий - : Платиновий - : 2×Золотий - : Золотий - : Золотий - : 2×Платиновий |
| 1992 | Wish - Реліз: 21 квітня - Лейбл: Fiction                                   | 1                        | 14                       | 4                        | 12                       | 8                        | 6                        | 6                        | 18                       | 17                       | 7                        | 42                       | 22                       | 3                        | 7                        | 10                       | 1                        | 2                        | Список - : Платиновий - : Золотий - : Золотий - : Золотий - : Платиновий                             |
| 1996 | Wild Mood Swings - Реліз: 6 травня - Лейбл: Fiction                        | 5                        | 12                       | 5                        | 11                       | 9                        | 17                       | 7                        | 24                       | 3                        | 27                       | —                        | 37                       | 10                       | 13                       | 2                        | 9                        | 12                       | Список - : Золотий                                                                                   |
| 2000 | Bloodflowers - Реліз: 14 лютого - Лейбл: Fiction                           | 11                       | 22                       | 11                       | 13                       | 3                        | 5                        | 2                        | 15                       | 15                       | 8                        | 77                       | 50                       | 41                       | 5                        | 5                        | 14                       | 16                       | Список - : Золотий                                                                                   |
| 2004 | The Cure - Реліз: 28 червня - Лейбл: I AM, Geffen                          | 28                       | 12                       | 28                       | 12                       | 6                        | 1                        | 5                        | 18                       | 18                       | 2                        | 121                      | 37                       | 32                       | 10                       | 10                       | 8                        | 7                        | Список - : Срібний                                                                                   |
| 2008 | 4:13 Dream - Реліз: 27 жовтня - Лейбл: I AM, Geffen                        | 30                       | 28                       | 10                       | 21                       | 15                       | 21                       | 13                       | —                        | 8                        | 8                        | 91                       | 38                       | 32                       | 17                       | 36                       | 33                       | 16                       | Список - : Золотий                                                                                   |
| 2024 | Songs of a Lost World - Реліз: 1 листопада - Лейбл: Lost, Polydor, Capitol |                          |                          |                          |                          |                          |                          |                          |                          |                          |                          |                          |                          |                          |                          |                          |                          |                          | |

## Концертні альбоми
| Рік  | Альбом                                                            | Найвищі позиції в чартах | Найвищі позиції в чартах | Найвищі позиції в чартах | Найвищі позиції в чартах | Найвищі позиції в чартах | Найвищі позиції в чартах | Найвищі позиції в чартах | Найвищі позиції в чартах | Найвищі позиції в чартах | Найвищі позиції в чартах |
| Рік  | Альбом                                                            | AU                       | AT                       | BE                       | CH                       | DE                       | NL                       | NZ                       | SE                       | UK                       | US                       |
| ---- | ----------------------------------------------------------------- | ------------------------ | ------------------------ | ------------------------ | ------------------------ | ------------------------ | ------------------------ | ------------------------ | ------------------------ | ------------------------ | ------------------------ |
| 1984 | Concert: The Cure Live - Дата випуску: 22 жовтня - Лейбл: Fiction | 86                       | —                        | —                        | —                        | —                        | 31                       | 37                       | —                        | 26                       | —                        |
| 1991 | Entreat - Дата випуску: 11 вересня - Лейбл: Fiction               | 25                       | 19                       | —                        | 31                       | 15                       | 88                       | 8                        | —                        | 10                       | —                        |
| 1993 | Show - Дата випуску: 13 вересня - Лейбл: Fiction                  | 16                       | 16                       | —                        | 37                       | 37                       | 71                       | 36                       | 34                       | 29                       | 42                       |
| 1993 | Paris - Дата випуску: 25 жовтня - Лейбл: Fiction                  | 56                       | —                        | —                        | —                        | —                        | —                        | —                        | —                        | 56                       | 118                      |
| 2011 | Bestival Live 2011 - Дата випуску: 5 грудня - Лейбл: Sunday Best  | —                        | —                        | 73                       | 94                       | 79                       | 98                       | —                        | —                        | —                        | —                        |

## Збірки
| Рік  | Альбом                                                                                                  | Найвищі позиції в чартах | Найвищі позиції в чартах | Найвищі позиції в чартах | Найвищі позиції в чартах | Найвищі позиції в чартах | Найвищі позиції в чартах | Найвищі позиції в чартах | Найвищі позиції в чартах | Найвищі позиції в чартах | Найвищі позиції в чартах | Найвищі позиції в чартах | Найвищі позиції в чартах | Найвищі позиції в чартах | Найвищі позиції в чартах | Сертифікації                                                                                |
| Рік  | Альбом                                                                                                  | AU                       | AT                       | BE                       | CA                       | CH                       | DE                       | ES                       | FR                       | NL                       | NZ                       | NO                       | SE                       | UK                       | US                       | Сертифікації                                                                                |
| ---- | --- | ------------------------ | ------------------------ | ------------------------ | ------------------------ | ------------------------ | ------------------------ | ------------------------ | ------------------------ | ------------------------ | ------------------------ | ------------------------ | ------------------------ | ------------------------ | ------------------------ | ------------------------------------------------------------------------------------------- |
| 1980 | Boys Don't Cry - Дата випуску: 5 лютого - Лейбл: Fiction                                                | 60                       | —                        | —                        | —                        | —                        | —                        | —                        | —                        | —                        | 25                       | —                        | —                        | 71                       | —                        | Список - : Платиновий                                                                       |
| 1981 | Happily Ever After - Дата випуску: 8 вересня - Лейбл: A&M                                               | —                        | —                        | —                        | —                        | —                        | —                        | —                        | —                        | —                        | —                        | —                        | —                        | —                        | —                        |                                                                                             |
| 1983 | Japanese Whispers - Дата випуску: 6 грудня - Лейбл: Fiction                                             | 13                       | —                        | —                        | —                        | —                        | 46                       | —                        | 18                       | —                        | 8                        | —                        | —                        | 26                       | 181                      | Список - : Срібний                                                                          |
| 1986 | Standing on a Beach (також відомий як Staring at the Sea) - Дата випуску: 6 травня - Лейбл: Fiction     | 23                       | —                        | —                        | 48                       | —                        | 11                       | —                        | 5                        | 6                        | 3                        | —                        | 27                       | 4                        | 48                       | Список - : 3×Платиновий - : Золотий - : Золотий - : Платиновий - : Золотий - : 2×Платиновий |
| 1990 | Mixed Up - Дата випуску: 20 листопада - Лейбл: Fiction                                                  | 12                       | 24                       | —                        | 29                       | 26                       | 19                       | 13                       | —                        | 51                       | 16                       | —                        | 31                       | 8                        | 14                       | Список - : Золотий - : Золотий - : Платиновий                                               |
| 1991 | Assemblage CD Collection - Дата випуску: 1991 - Лейбл: Fiction                                          | —                        | —                        | —                        | —                        | —                        | —                        | —                        | —                        | —                        | —                        | —                        | —                        | —                        | —                        |                                                                                             |
| 1997 | Galore - Дата випуску: 28 жовтня - Лейбл: Fiction                                                       | 45                       | —                        | —                        | 53                       | —                        | 51                       | —                        | —                        | 81                       | —                        | —                        | 54                       | 37                       | 32                       | Список - : Золотий - : Срібний - : Золотий                                                  |
| 2001 | Greatest Hits - Дата випуску: 13 листопада - Лейбл: Fiction                                             | 27                       | 34                       | 5                        | —                        | 24                       | 22                       | 9                        | 11                       | —                        | 31                       | 24                       | 48                       | 33                       | 58                       | Список - : Золотий - : Золотий - : 2×Платиновий                                             |
| 2004 | Join the Dots: B-Sides & Rarities 1978>2001 The Fiction Years - Дата випуску: 27 січня - Лейбл: Fiction | —                        | —                        | 46                       | —                        | —                        | —                        | 29                       | —                        | —                        | —                        | —                        | —                        | 98                       | 106                      |                                                                                             |
| 2006 | 4play - Дата випуску: 10 січня - Лейбл: Fiction                                                         | —                        | —                        | —                        | —                        | —                        | —                        | —                        | —                        | —                        | —                        | —                        | —                        | —                        | —                        |                                                                                             |

## Мініальбоми
| 1982                                           | A Single - Дата випуску: 12 липня - Лейбл: Fiction - Формати: 2×7″, 10″                       | — | —  | 34 |
| 1983                                           | The Walk - Дата випуску: 1983 - Лейбл: Sire - Формат: 12″ міні-LP                             | — | —  | —  |
| 1985                                           | Half an Octopuss - Дата випуску: 8 грудня - Лейбл: Fiction - Формат: 12″                      | — | —  | —  |
| 1986                                           | Quadpus - Дата випуску: 1 липня - Лейбл: Fiction - Формат: 10″                                | — | —  | —  |
| 1988                                           | The Peel Sessions - Дата випуску: 1988 - Лейбл: Strange Fruit Records - Формати: 12″, CS, CDS | — | —  | —  |
| 1990                                           | Integration - Дата випуску: 1990 - Лейбл: Elektra - Формат: 4 CDS бокс-сет                    | — | —  | —  |
| 1993                                           | Sideshow - Дата випуску: 14 вересня - Лейбл: Fiction - Формат: CDS                            | — | —  | —  |
| 1993                                           | Lost Wishes - Дата випуску: 16 листопада - Лейбл: Fiction - Формат: CS                        | — | —  | —  |
| 1997                                           | Five Swing Live - Дата випуску: 10 червня - Лейбл: Fiction - Формат: CDS                      | — | —  | —  |
| 2006                                           | Festival 2005 - Дата випуску: 26 грудня - Лейбл: Geffen - Формат: CDS                         | — | —  | —  |
| 2008                                           | Hypnagogic States - Дата випуску: 13 вересня - Лейбл: Geffen - Формат: CDS                    | 1 | 39 | —  |
| «—» ставиться, якщо альбом не потрапив в чарт. |                                                                                               |   |    |    |

## Сингли

### 1970-ті
| 1978                                         | «Killing an Arab»              | —  | —  | Неальбомний сингл |
| 1979                                         | «Boys Don't Cry»               | 99 | 10 | Неальбомний сингл |
| 1979                                         | «Jumping Someone Else's Train» | —  | —  | Неальбомний сингл |
| «—» ставиться, якщо сингл не потрапив в чарт |                                |    |    |                   |

### 1980-ті
| 1980                                         | «A Forest»                             | —  | 20 | —  | —  | —  | —  | 1  | —  | —  | 26 | 38 | 31 | —  | —  | Seventeen Seconds         |
| 1981                                         | «Primary»                              | —  | —  | —  | —  | —  | —  | 10 | —  | —  | —  | 29 | 43 | —  | —  | Faith                     |
| 1981                                         | «Charlotte Sometimes»                  | —  | —  | —  | —  | —  | —  | 3  | —  | —  | —  | 31 | 44 | —  | —  | Неальбомний сингл         |
| 1982                                         | «Let's Go to Bed»                      | 15 | —  | —  | —  | —  | —  | 2  | —  | —  | —  | 17 | 44 | —  | —  | Неальбомний сингл         |
| 1983                                         | «The Walk»                             | 34 | —  | —  | —  | —  | —  | —  | 19 | —  | —  | —  | 12 | —  | —  | Неальбомний сингл         |
| 1983                                         | «The Love Cats»                        | 6  | —  | —  | —  | —  | —  | —  | 15 | —  | —  | 23 | 7  | —  | —  | Неальбомний сингл         |
| 1984                                         | «The Caterpillar»                      | 51 | —  | —  | —  | —  | —  | —  | 20 | —  | —  | —  | 14 | —  | —  | The Top                   |
| 1985                                         | «In Between Days»                      | 16 | 23 | —  | —  | 45 | —  | 23 | 17 | 40 | 26 | 15 | 15 | 99 | —  | The Head on the Door      |
| 1985                                         | «Close to Me»                          | 7  | 30 | —  | —  | 49 | —  | 17 | 4  | —  | 16 | 27 | 24 | —  | —  | The Head on the Door      |
| 1986                                         | «Boys Don't Cry (New Voice – New Mix)» | 26 | 17 | —  | —  | 19 | 31 | 28 | 9  | —  | 27 | —  | 22 | —  | —  | Неальбомний сингл         |
| 1987                                         | «Why Can't I Be You?»                  | 16 | 17 | 62 | 28 | 29 | 5  | 29 | 12 | 27 | 25 | 16 | 21 | 54 | —  | Kiss Me, Kiss Me, Kiss Me |
| 1987                                         | «Catch»                                | 77 | —  | —  | —  | 59 | 30 | —  | 16 | —  | 57 | —  | 27 | —  | —  | Kiss Me, Kiss Me, Kiss Me |
| 1987                                         | «Just Like Heaven»                     | 89 | —  | —  | —  | —  | 25 | 33 | 15 | —  | 82 | 31 | 29 | 40 | —  | Kiss Me, Kiss Me, Kiss Me |
| 1988                                         | «Hot Hot!!!»                           | —  | —  | —  | —  | —  | 8  | 10 | 18 | —  | 79 | —  | 45 | 68 | —  | Kiss Me, Kiss Me, Kiss Me |
| 1989                                         | «Lullaby»                              | 28 | 15 | 14 | 14 | 3  | 4  | 9  | 3  | 7  | 8  | 7  | 5  | 74 | 23 | Disintegration            |
| 1989                                         | «Fascination Street»                   | —  | —  | —  | —  | —  | —  | —  | —  | —  | —  | —  | —  | 46 | 1  | Disintegration            |
| 1989                                         | «Lovesong»                             | 82 | 38 | 10 | —  | 21 | —  | 5  | 13 | 41 | 48 | 39 | 18 | 2  | 2  | Disintegration            |
| «—» ставиться, якщо сингл не потрапив в чарт |                                        |    |    |    |    |    |    |    |    |    |    |    |    |    |    |                           |

### 1990-ті
| 1990                                         | «Pictures of You»     | 89  | 19 | —  | —  | —  | —  | —  | 9  | —  | 77 | —  | —  | 24 | 71 | 19 | Disintegration   |
| 1990                                         | «Never Enough»        | 22  | 1  | —  | 22 | 17 | 14 | —  | 6  | 32 | —  | 11 | —  | 13 | 72 | 1  | Mixed Up         |
| 1990                                         | «Close to Me (remix)» | 55  | —  | —  | —  | —  | 18 | —  | 4  | —  | —  | —  | —  | 13 | 97 | —  | Mixed Up         |
| 1992                                         | «High»                | 5   | 1  | 41 | 14 | 14 | 19 | 11 | 6  | 5  | 37 | 4  | 18 | 8  | 42 | 1  | Wish             |
| 1992                                         | «Friday I'm in Love»  | 39  | 1  | 3  | 17 | 16 | —  | —  | 4  | 12 | 32 | 7  | 17 | 6  | 18 | 1  | Wish             |
| 1992                                         | «A Letter to Elise»   | —   | 2  | —  | —  | —  | —  | —  | 23 | —  | —  | 13 | 39 | 28 | —  | 2  | Wish             |
| 1996                                         | «The 13th»            | 31  | 15 | —  | 29 | 55 | —  | —  | 22 | 5  | —  | 37 | 20 | 15 | 44 | 15 | Wild Mood Swings |
| 1996                                         | «Mint Car»            | 100 | 14 | —  | —  | —  | —  | —  | —  | —  | —  | —  | —  | 31 | 58 | 14 | Wild Mood Swings |
| 1996                                         | «Gone!»               | —   | —  | —  | —  | —  | —  | —  | —  | —  | —  | —  | —  | 60 | —  | —  | Wild Mood Swings |
| 1997                                         | «Strange Attraction»  | —   | —  | —  | —  | —  | —  | —  | —  | —  | —  | —  | —  | —  | —  | —  | Wild Mood Swings |
| 1997                                         | «Wrong Number»        | 70  | 8  | —  | —  | —  | —  | —  | —  | 10 | 88 | 43 | —  | 62 | —  | 8  | Galore           |
| «—» ставиться, якщо сингл не потрапив в чарт |                       |     |    |    |    |    |    |    |    |    |    |    |    |    |    |    |                  |

### 2000-ті
| 2001                                         | «Cut Here»             | 83 | 12 | 94 | 79 | — | 85 | 42 | 17 | —  | 54 | —  | Greatest Hits |
| 2004                                         | «The End of the World» | —  | —  | 95 | 47 | — | 70 | —  | 19 | —  | 25 | 19 | The Cure      |
| 2004                                         | «Taking Off»           | —  | —  | —  | 73 | — | 67 | —  | —  | —  | 39 | —  | The Cure      |
| 2004                                         | «alt.end»              | —  | —  | —  | —  | — | —  | —  | —  | —  | —  | —  | The Cure      |
| 2008                                         | «The Only One»         | 80 | 23 | —  | 77 | 1 | 28 | —  | —  | 86 | 48 | 31 | 4:13 Dream    |
| 2008                                         | «Freakshow»            | 91 | —  | —  | 78 | 1 | 30 | —  | —  | —  | —  | —  | 4:13 Dream    |
| 2008                                         | «Sleep When I'm Dead»  | 84 | —  | —  | 80 | 1 | 36 | —  | —  | —  | 68 | —  | 4:13 Dream    |
| 2008                                         | «The Perfect Boy»      | 91 | —  | —  | 86 | 2 | 37 | —  | —  | —  | —  | —  | 4:13 Dream    |
| «—» ставиться, якщо сингл не потрапив в чарт |                        |    |    |    |    |   |    |    |    |    |    |    |               |

### Промо-сингли
| Рік  | Сингл               | Позиція в чартах | Альбом                                |
| Рік  | Сингл               | US Mod           | Альбом                                |
| ---- | ------------------- | ---------------- | ------------------------------------- |
| 1990 | «Hello, I Love You» | 6                | Rubáiyát: Elektra's 40th Anniversary  |
| 1993 | «Purple Haze»       | 2                | Stone Free: A Tribute to Jimi Hendrix |
| 2000 | «Maybe Someday»     | 10               | Bloodflowers                          |

## Відеоальбоми
| Рік  | Альбом                                                                   | Сертификації                            |
| ---- | ------------------------------------------------------------------------ | --------------------------------------- |
| 1986 | Staring at the Sea: The Images - Дата випуску: 6 травня - Лейбл: Fiction | Список - US: Платиновий                 |
| 1986 | The Cure Live in Japan - Дата випуску: 1986 - Лейбл: Toshiba             |                                         |
| 1988 | The Cure in Orange - Дата випуску: 23 лютого - Лейбл: Universal          | Список - US: Платиновий                 |
| 1991 | Picture Show - Дата випуску: 23 липня - Лейбл: Fiction                   | Список - US: Золотий                    |
| 1992 | Play Out - Дата випуску: 1 вересня - Лейбл: Fiction                      |                                         |
| 1993 | Show - Дата випуску: 26 жовтня - Лейбл: Fiction                          |                                         |
| 1997 | Galore: The Videos 1987–1997 - Дата випуску: 28 жовтня - Лейбл: Fiction  |                                         |
| 2001 | Greatest Hits - Дата випуску: 11 грудня - Лейбл: Fiction                 | Список - FR: Золотий - UK: Золотий      |
| 2003 | The Cure: Trilogy - Дата випуску: 3 червня - Лейбл: Fiction              | Список - US: 2×Платиновий - DE: Золотий |
| 2006 | Festival 2005 - Дата випуску: 5 грудня - Лейбл: Geffen                   |                                         |

## Музичні відео
| Рік  | Пісня                          | Режисер            |
| ---- | ------------------------------ | ------------------ |
| 1978 | «10:15 Saturday Night»         | Пірс Бедфорд       |
| 1980 | «A Forest»                     | Девід Хіллер       |
| 1980 | «Play for Today»               | Девід Хіллер       |
| 1981 | «Primary»                      | Боб Рікерд         |
| 1981 | «Other Voices»                 | Боб Рікерд         |
| 1981 | «Charlotte Sometimes»          | Мік Менсфілд       |
| 1982 | «The Hanging Garden»           | Кріс Гебрін        |
| 1982 | «Let's Go to Bed»              | Тім Поуп           |
| 1983 | «The Walk»                     | Тім Поуп           |
| 1983 | «The Lovecats»                 | Тім Поуп           |
| 1984 | «The Caterpillar»              | Тім Поуп           |
| 1985 | «In Between Days»              | Тім Поуп           |
| 1985 | «Close to Me»                  | Тім Поуп           |
| 1986 | «Killing an Arab»              | Тім Поуп           |
| 1986 | «Boys Don't Cry»               | Тім Поуп           |
| 1986 | «Jumping Someone Else's Train» | Тім Поуп           |
| 1986 | «A Night Like This»            | Тім Поуп           |
| 1987 | «Why Can't I Be You?»          | Тім Поуп           |
| 1987 | «Catch»                        | Тім Поуп           |
| 1987 | «Just Like Heaven»             | Тім Поуп           |
| 1988 | «Hot Hot!!!»                   | Тім Поуп           |
| 1989 | «Lullaby»                      | Тім Поуп           |
| 1989 | «Fascination Street»           | Тім Поуп           |
| 1989 | «Lovesong»                     | Тім Поуп           |
| 1990 | «Pictures of You»              | Тім Поуп           |
| 1990 | «Never Enough»                 | Тім Поуп           |
| 1990 | «Close to Me» (remix)          | Тім Поуп           |
| 1992 | «High»                         | Тім Поуп           |
| 1992 | «Friday I'm in Love»           | Тім Поуп           |
| 1992 | «A Letter to Elise»            | Обрі Павелл        |
| 1996 | «The 13th»                     | Софі Мюллер        |
| 1996 | «Mint Car»                     | Річард Хеслоп      |
| 1996 | «Gone!»                        | Стів Ганфт         |
| 1997 | «Wrong Number»                 | Тім Поуп           |
| 2001 | «Cut Here»                     | Річард Ентоні      |
| 2001 | «Just Say Yes»                 | Річард Ентоні      |
| 2004 | «The End of the World»         | Флорія Сігізмонді  |
| 2004 | «Taking Off»                   | The Saline Project |
| 2004 | «alt.end»                      | The Saline Project |
| 2008 | «The Only One»                 |                    |
| 2008 | «Freakshow»                    |                    |
| 2008 | «Sleep When I'm Dead»          |                    |
| 2008 | «The Perfect Boy»              |                    |

## Інші появи
| Рік  | Трек                                | Альбом                                |
| ---- | ----------------------------------- | ------------------------------------- |
| 1981 | «One Hundred Years» (демо)          | Annual Report                         |
| 1982 | «Lament»                            | Flexpop Magazine                      |
| 1990 | «Hello, I Love You»                 | Rubáiyát                              |
| 1990 | «Lullaby (Remix)»                   | Gänsehaut & Herzklopfen               |
| 1990 | «A Walk With The Cure»[A]           | November 90: Mixes 1                  |
| 1991 | «Close to Me (Closer Mix)»          | The Brits 1991                        |
| 1993 | «Purple Haze»                       | Stone Free: A Tribute to Jimi Hendrix |
| 1994 | «Burn»                              | Саундтрек Ворон                       |
| 1995 | «Young Americans»                   | 104.9                                 |
| 1995 | «Dredd Song»                        | Саундтрек Суддя Дредд                 |
| 1998 | «World in My Eyes»                  | For the Masses                        |
| 1998 | «More Than This»                    | The X-Files: The Album                |
| 2000 | «Watching Me Fall (Underdog Remix)» | Саундтрек Американський психопат      |
| 2004 | «A Forest (Acoustic Version)»       | Essential Glastonbury                 |
| 2005 | «Love»                              | Make Some Noise                       |
| 2007 | «Make Me Bad»/«In Between Days»[B]  | MTV Unplugged: Korn                   |

- A↑  Мікс «A Walk», «Inbetween Days», «Love Song» і «A Forest».
- B↑  Разом з Korn